# پرواز ۶۵۳ مالزی ایرلاینز
پرواز ۶۵۳ مالزی ایرلاینز (MH653) پروازی داخلی از پنانگ به مقصد کوالا لامپور در مالزی و متعلق به شرکت هواپیمایی مالزی ایرلاینز بود. در عصر ۴ دسامبر ۱۹۷۷، هواپیمای بوئینگ ۷۳۷-۲۰۰ این خط در حالی که احتمالاً توسط هواپیماربایان به سمت سنگاپور هدایت می‌شد سقوط کرد. این نخستین سقوط یک پرواز شرکت مالزی ایرلاینز بود و در آن ۹۳ مسافر و ۷ خدمه کشته شدند. هواپیما ظاهراً هنگامی که به ارتفاع مناسب برای هدایت خودکار رسید ربوده شد. شرایطی که هواپیماربایی و سقوط متعاقب آن رخ داد نامعلوم باقی‌مانده است.

## رشتهٔ وقایع
پرواز ۶۵۳ در ساعت ۱۹:۲۱ از فرودگاه بین‌المللی پنانگ به مقصد فرودگاه بین‌المللی سوبانگ کوالا لامپور (با نام امروزی فرودگاه سلطان عبدالعزیز شاه) از زمین برخاست.  خلبان خلبان و کمک‌خلبان برای فرود آماده می‌شدند که در ساعت ۱۹:۵۴ در ارتفاع ۴۰۰۰ پا (۱۲۰۰ متر) و هنگام فرود در فرودگاه سوبانگ خدمهٔ پرواز به برج مراقبت سوبانگ اطلاع دادند که یک هواپیماربای ناشناس داخل هواپیماست. سپس چند هواپیماربا وارد اتاقک خلبان شدند و خلبان و کمک‌خلبان را مجبور به قطع تمامی راه‌های ارتباطی کردند. از برج مراقبت فوراً موضوع را به مقامات اطلاع دادند تا اقدامات احتیاطی را در فرودگاه به اجرا درآورند.
چند دقیقه بعد خدمه طی ارتباطی رادیویی گفتند: «الان ما به سمت سنگاپور در حرکتیم. شب بخوش». در چند دقیقهٔ پایانی نوار صدای اتاقک خلبان، مکالمهٔ بین خلبان‌ها و هواپیماربایان شنیده می‌شود که درباره تمام شدن سوخت قبل از رسیدن به سنگاپور صحبت می‌کنند. پس از آن صدای شلیک چند گلوله شنیده می‌شود که محتملاً نشانگر این است که خلبان و کمک‌خلبان هر دو به ضرب گلوله کشته شده‌اند، و عملاً هواپیما را بدون هدایتگر باقی می‌گذارد.در ساعت ۲۰:۱۵ تمامی راه‌های ارتباطی هواپیما قطع می‌شود. در ساعت ۲۰:۳۶ اهالی کامپونگ لندینگ شنیدن صدای انفجار و دیدن سوختن لاشه‌ای را در باتلاق گزارش می‌دهند که بعدتر هواپیمای پرواز ۶۵۳ شناسایی شد. هواپیما با زاویهٔ تقریباً عمودی و با سرعت بسیار زیاد با زمین برخورد کرده بود. هیچکس زنده نماند.

## تحقیقات و عواقب
جمیع جوانب هواپیماربایی و سقوط آن هرگز آشکار نشد. با این وجود مقامات کوالا لامپور مدعی شدند که هواپیماربایان اطلاع داده‌اند که اعضای گروه ارتش سرخ ژاپن هواپیما را ربوده‌اند.  در سال ۱۹۹۶ خبرنگار سی.ان.ان نوشت که هواپیماربان بواقع اعضای ارتش سرخ ژاپن شناسایی شده بودند، ادعایی که هرگز تأیید نشد. همهٔ بقایا برای یافتن اثری از اثر برخورد جنگ‌افزار یا پرتابه با پرتو ایکس بررسی شد، ولی شاهدی بر آن پیدا نشد. باقیماندهٔ اجساد در گوری دسته‌جمعی دفن شد.

## مسافران و خدمه
| Nationality         | Fatalities |
| ------------------- | ---------- |
| مالزی               | ۷۳         |
| بریتانیا            | ۵          |
| آلمان               | ۴          |
| استرالیا            | ۳          |
| هند                 | ۳          |
| اندونزی             | ۳          |
| کوبا                | ۲          |
| افغانستان           | ۱          |
| کانادا              | ۱          |
| ژاپن                | ۱          |
| یونان               | ۱          |
| سنگاپور             | ۱          |
| تایلند              | ۱          |
| ایالات متحده آمریکا | ۱          |
| Total               | ۱۰۰        |